# Домбрувка-Возніцька
Домбрувка-Возніцька (пол. Dąbrówka Woźnicka) — село в Польщі, у гміні Далікув Поддембицького повіту Лодзинського воєводства.
Населення — 140 осіб (2011).
У 1975-1998 роках село належало до Серадзького воєводства.

## Демографія
Демографічна структура станом на 31 березня 2011 року:
|          | Загалом | Допрацездатний вік | Працездатний вік | Постпрацездатний вік |
| -------- | ------- | ------------------ | ---------------- | -------------------- |
| Чоловіки | 73      | 13                 | 53               | 7                    |
| Жінки    | 67      | 13                 | 36               | 18                   |
| Разом    | 140     | 26                 | 89               | 25                   |